# Borsad
Borsad è una suddivisione dell'India, classificata come municipality, di 56.541 abitanti, situata nel distretto di Anand, nello stato federato del Gujarat. In base al numero di abitanti la città rientra nella classe II (da 50.000 a 99.999 persone).

## Geografia fisica
La città è situata a 22° 25' 0 N e 72° 54' 0 E e ha un'altitudine di 29 m s.l.m..

## Società

### Evoluzione demografica
Al censimento del 2001 la popolazione di Borsad assommava a 56.541 persone, delle quali 29.226 maschi e 27.315 femmine. I bambini di età inferiore o uguale ai sei anni assommavano a 7.302, dei quali 3.924 maschi e 3.378 femmine. Infine, coloro che erano in grado di saper almeno leggere e scrivere erano 38.179, dei quali 21.781 maschi e 16.398 femmine.